# Veline Ong
Veline Ong es un programa de radio sobre acercamiento de cultura entre China y España y potenciar los negocios entre estos países, presentado por su directora, la empresaria Veline Ong, que da nombre al propio programa y la periodista Concha Romero que se emite los sábados de 12:00h a 13:00h desde el 1 de noviembre de 2018 en Radio Intereconomía.

El programa cuenta con entrevistas a empresarios o artistas mezclado con música en directo.